# Andrzej Marsz
Andrzej Antoni Marsz (ur. 30 sierpnia 1940 w Ostrowie Wielkopolskim) – profesor zwyczajny nauk przyrodniczych, doktor habilitowany nauk geograficznych, długoletni wykładowca Akademii Morskiej w Gdyni.

## Życiorys
W 1957 został zatrudniony jako chłopiec okrętowy na Darze Pomorza, jednak w 1958 rozpoczął studia na Uniwersytecie im. Adama Mickiewicza w Poznaniu, gdzie studiował geografię. Po ukończeniu studiów, w styczniu 1963 podjął pracę w Instytucie Geografii Uniwersytetu Adama Mickiewicza w Poznaniu, gdzie był kolejno asystentem, adiunktem i docentem, prowadząc zajęcia z meteorologii, klimatologii, kartografii, topografii, geografii regionalnej i regionalizacji fizycznogeograficznej. W latach 1973–1975 wypromował 13 magistrów.
Początkowo jego zainteresowania badawcze obejmowały dynamikę procesów brzegowych i rzeźbę dna morskiego, później zajął się procesami rzeźbotwórczymi obszarów polodowcowych oraz problemami regionalizacji fizycznogeograficznej.
W latach 1967–1974 odbywał podróże badawcze na terenach ZSRR (okolice Leningradu, Moskwy, Kaukaz, wybrzeża Morza Azowskiego), Czechosłowacji, Węgier, Rumunii i Bułgarii.
W 1975 Minister Handlu Zagranicznego i Gospodarki Morskiej, na wniosek rektora Wyższej Szkoły Morskiej, przeniósł służbowo Andrzej Marsza do pracy w Wyższej Szkole Morskiej w Gdyni. W Wyższej Szkole Morskiej pracował na Wydziale Nawigacyjnym, w Zakładzie (później Katedrze) Meteorologii i Oceanografii. Oprócz meteorologii i oceanografii dla studentów Wydziału Nawigacyjnego, wykładał też geografię transportu morskiego dla studentów Wydziału Administracyjnego.
Był dyrektorem Instytutu Eksploatacji Statku na Wydziale Nawigacyjnym WSM (1977–1981), kierownikiem Zakładu Meteorologii i Oceanografii Nautycznej (1984–1992), a po jego przekształceniu w Katedrę Meteorologii i Oceanografii Nautycznej kierował nią w latach 1992–2007. W latach 1982–1984 był prorektorem do spraw studenckich WSM. W 2015, po likwidacji Katedry Meteorologii i Oceanografii i przeniesieniu go do Katedry Geodezji i Oceanografii, Andrzej Marsz zrezygnował z pracy w Akademii Morskiej.
W latach 1987–1988 był kierownikiem praktyk na statku szkolnym Antoni Garnuszewski. Wielokrotnie był opiekunem praktyk na innych  statkach szkolnych (Jan Turlejski, Zenit, Horyzont, Dar Młodzieży i Horyzont II), spędził ponad 4 lata na morzu, uczestnicząc też czterokrotnie w Polskich Ekspedycjach Arktycznych.
Jako naukowiec, w czasie pracy w WSM/AM Andrzej Marsz początkowo zajmował się wpływem warunków hydrometeorologicznych na transport morski, później zajął się zmianami klimatycznymi w Arktyce i Antarktyce i ich wpływem na pogodę, a także oscylacją północnoatlantycką.